# Personal assistencial no titulat

El personal assistencial no titulat o personal de suport no diplomat (en anglés, Unlicensed Assistive Personnel o UAP) fa referència a una categoria de paraprofessionals que assisteixen persones amb discapacitats físiques, malalties mentals o altres necessitats d'atenció mèdica en les activitats de la vida diària. També proporcionen cures bàsiques sota la supervisió d'un infermer titulat, ja siga un infermer registrat (RN, registered nurse en anglés) o un infermer pràctic matriculat (LPN, per les sigles en anglés). Aquest personal treballa en hospitals, centres especialitzats d'infermeria, domicilis particulars i altres llocs on es necessiten els seus serveis, especialment en l'atenció a persones d'edat avançada.
Els UAP, per definició, no tenen una habilitació professional específica ni compleixen amb els requisits necessaris per a exercir la professió d'infermeria, encara que poden posseir diverses certificacions en àrees relacionades. Segons la Classificació Internacional Uniforme d'Ocupacions (CIOU) del 2008, es classifiquen com a «treballadors de cura personal en els serveis de salut».

## Tipus de personal assistencial

### Auxiliar d'infermeria
L'auxiliar d'infermeria, també conegut com a assistent o ajudant d'infermeria, treballa baix la supervisió directa d'un infermer titulat. Les seues tasques inclouen:
- Canviar llençols i netejar l'espai del pacient.
- Ajudar el pacient a menjar i en altres necessitats bàsiques.
- Fer tasques d'higiene personal, com tallar ungles i canviar la posició del pacient.
- Entubar i monitorar dispositius d'ajuda respiratòria.
- Buidar bosses i altres recipients mèdics, així com recollir mostres per a anàlisi.

Als Estats Units, els assistents o auxiliars d'infermeria certificats (CNA, per les sigles en anglés) solen treballar en residències de majors o hospitals, fent tasques diàries per a persones majors, pacients amb malalties cròniques o en rehabilitació. La certificació governamental, que inclou exàmens estatals, garanteix una formació més completa i una major responsabilitat. Entitats com la Creu Roja Americana ofereixen classes preparatòries per a aquests exàmens.
A Espanya, els tècnics en cures auxiliars d'infermeria (TCAI) tenen responsabilitats similars i fan tasques com:
- Neteja i cura del pacient.
- Assistència en l'alimentació i rehabilitació.
- Suport a infermers (ATS) en procediments mèdics.
- Ajuda primària en pacients d'urgències.
- Manteniment i neteja de material i equipament mèdic.

### Zelador sanitari
Els zeladors sanitaris acompanyen i transporten els pacients dins dels centres hospitalaris, assisteixen també el personal d'infermeria en diverses tasques. Les seues funcions inclouen:
- Seguir les indicacions de l'administració del centre.
- Col·locar el pacient en la posició adequada segons el protocol.
- Preparar el llit del pacient abans de la seua arribada a l'habitació.[2]

### Assistent cuidador a la llar
L'assistent cuidador a la llar, també conegut com a ajudant de salut a domicili, es dedica a la cura de persones en el seu propi domicili. Aquest treball requereix no només paciència i vocació, sinó també una formació adequada, ja que no és recomanable que el duga a terme un familiar, a causa del desgast emocional i físic que pot comportar.
Als Estats Units, els assistents cuidadors a casa poden estar certificats o no. Els certificats han de treballar per a una agència de serveis de salut llicenciada en el seu estat i no poden exercir de manera independent.

## Formació i pràctica
Els UAP són membres clau de l'equip d'atenció mèdica, sovint amb un alt nivell d'experiència i destresa. Tot i que no necessiten una formació extensa, calen habilitats manuals i una bona comunicació interpersonal. Generalment, se'ls proporciona educació formal o entrenament en àrees com la mecànica corporal, la nutrició, l'anatomia i fisiologia, les discapacitats cognitives i la salut mental, la prevenció d'infeccions i les habilitats de cura personal.
Als EUA moltes residències de majors cobreixen les despeses dels cursos de CNA per als seus empleats, amb la condició que treballen per a ells després de la certificació. En el cas dels assistents cuidadors a domicili, l'examen escrit és administrat per Home Care University, una filial de la National Association for Home Care (NAHC), que ofereix un programa de certificació nacional des de 1990. Aquest programa establix un estàndard estatal per a la preparació dels cuidadors domiciliaris.